# Любашівка (Уманський район)
Любашівка — колишнє село в Уманському районі Черкаської області. Підпорядковувалося Юрківській сільській раді. Нині частина села Юрківка Уманського району Черкаської області.

## Історія
Перша згадка про село датується 1775 роком.
У ХІХ столітті входило до Посухівської волості Уманського повіту Київської губернії. Впродовж ХХ століття перебувало у складі Уманського району Київської (до 1954 року) та Черкаської (з 1954 року) областей.
12 липня 1958 року ввійшло до складу села Юрківка.